# De Geldsmurf
De Geldsmurf is het zeventiende stripalbum uit de reeks De Smurfen. Dit is het laatste album waaraan Peyo zelf meewerkte. Hij komt nog tal van afspraken na rond de promotie van het album. De druk bezorgde hem slapeloze nachten. Uiteindelijk zou zijn drukke leven hem later in 1992 fataal worden.
Het album werd voor het eerst uitgegeven in 1992 door Le Lombard. Sinds 2008 wordt het album met een licht gewijzigde cover en herziene belettering uitgegeven bij Standaard Uitgeverij.

## Het verhaal
Grote Smurf wordt ziek en de Smurfen vragen hulp aan tovenaar Omnibus. Eén Smurf, de Geldsmurf, gaat met diens knecht Olivier naar de markt waar hij mensen geld ziet gebruiken. Hij probeert het dorp ook warm te maken voor deze manier van betalen, maar dat verloopt niet voor iedereen even vlot. Zo hebben Smurfin en Luilaksmurf geen betaald werk. Luilaksmurf krijgt een lening van de Geldsmurf, terwijl anderen net hun geld op de bank zetten. Op den duur moet er voor alles betaald worden en steeds meer Smurfen komen in de problemen. Boerensmurf verliest een gouden munt en Gargamel komt zo te weten dat de Smurfen met geld betalen. Hij maakt valse munten en lokt zo Boerensmurf in een val. Hij vraagt de Smurfen losgeld in de vorm van al hun goud dat ze moeten brengen naar de grote eik. Daar zet hij een val op, maar de Smurfen kunnen zijn plan verijdelen en vangen Gargamel zelf. Na Azraël nog te hebben weggejaagd, wordt Boerensmurf bevrijd. De geldproblemen blijven evenwel aanhouden. De Smurfen zijn het zat en ontvluchten massaal het dorp. Als laatste beseft de Geldsmurf dat het experiment mislukt is. De gouden munten worden hersmeed tot muziekinstrumenten.